# Octavian Chihaia
Pour les articles homonymes, voir Chihaia.
Octavian Chihaia est un footballeur roumain né le 18 mars 1981 à Bucarest.

## Carrière
- 1998-2003 : Sportul Studențesc Bucarest  Roumanie
- 2003-2005 : National Bucarest  Roumanie
- 2005-2006 : Dinamo Bucarest  Roumanie
- 2005-2006 : National Bucarest  Roumanie
- 2006-2007 : CFR 1907 Cluj  Roumanie
- 2007-2008 : UT Arad  Roumanie
- 2007-2008 : Dacia Mioveni  Roumanie
- 2008 : CS Otopeni  Roumanie
- 2009 : Tianjin TEDA  Chine
- 2010-2011 : Sportul Studențesc Bucarest  Roumanie

## Palmarès
- Vainqueur du championnat de Roumanie D2 en 2001